# Алмали (Шиєлійський район)
Алмали́ (каз. Алмалы) — село у складі Шиєлійського району Кизилординської області Казахстану. Адміністративний центр Алмалинського сільського округу.
У радянські часи село називалось Плодоягодне.
Населення — 1576 осіб (2021; 1276 у 2009, 1494 у 1999, 1384 у 1989).